# Cainta
Cainta è una municipalità di prima classe delle Filippine, situata nella Provincia di Rizal, nella regione di Calabarzon.
Cainta è formata da 7 baranggay:
- San Andres (Pob.)
- San Isidro
- San Juan
- San Roque
- Santa Rosa
- Santo Domingo
- Santo Niño